# نجيب بلحسن
نجيب بلحسن (بالفرنسية: Néjib Belhassen)‏ ، من مواليد 30 سبتمبر 1972 ، هو ممثل فرنسي تونسي. اشتهر بلعب دور وصال لشكر في المسلسل التلفزيوني كاستينغ.

## أعماله

### السينما

#### أفلام طويلة
- 2011: حكايات تونسية للمخرجة ندى المازني حفيظ: حسان
- 2012: فضل الليل على النهار للمخرج ألكسندر أركادي
- 2016: الهرم الرابع للمخرج بيتر ميمي: منتصر
- 2017: طلق صناعي للمخرج خالد دياب: السفير الأمريكي

#### أفلام قصيرة
- 2012: فيلم The Locker's Heart للمخرج غازي القفصي: دافيد
- 2013: فيلم Zaru de Luc Desouche للمخرج لوك دوسوش: ستانيسلاس
- 2013: فيلم Papy Zenberg للمخرج سعيد الخديري: تيريسيس

### التلفزيون

#### مسلسلات تونسية
- 2010: كاستينغ للمخرج سامي الفهري: وصال الأشقر
- 2012: ديبانيني  للمخرج حاتم بلحاج
- 2015: حكايات تونسية للمخرجة ندى المازني حفيظ

#### مسلسلات مصرية
- 2014-2015: سرايا عابدين للمخرج عمرو عرفة: السلطان عبد العزيز الأول
- 2015: حارة اليهود للمخرج محمد جمال العدل: الضابط جاكوب
- 2015: بعد البداية للمخرج أحمد خالد موسى: ماهر، طليق رضوى القصاص
- 2016: القيصر للمخرج أحمد نادر جلال: أنطوان أبال
- 2018: الشارع اللي ورانا للمخرج مجدي الهواري: ستيفان

#### مسلسلات سعودية
- 2018: حب بلا حدود للمخرج مجتبى سعيد: الدكتور لويس

#### أفلام تلفزيونية
- 2012: مريم العذراء للمخرج جياكومو كامبيوتي: فيليب
- 2012:  باراباس للمخرج روجر يونغ: جندي
- 2015: لانستر (الحلقة 2: تذكرة الموت) للمخرج فرانك مانكوسو: عمر شالوب

## روابط خارجية
- نجيب بلحسن على موقع IMDb (الإنجليزية)
- نجيب بلحسن على موقع قاعدة بيانات الأفلام العربية
- نجيب بلحسن على موقع كينوبويسك (الروسية)